# Rasheim Wright
Rasheim Ali Abdul Wright (Filadelfia, 21 luglio 1981) è un ex cestista statunitense naturalizzato giordano.

## Carriera
Con la Giordania ha disputato i Campionati mondiali del 2010 e tre edizioni dei Campionati asiatici (2007, 2009, 2011).

## Palmarès
- Division II Independent Player of the Year (2004)
- WBA (2006)
- Migliore novità campionato libanese (2006)
- Medaglia d'Oro William Jones Cup Tournament (2007)
- MVP William Jones Cup Tournament (2007)
- Arab Club Championships (2008)
- Stankovic Cup (2008)
- MVP Stankovic Cup (2008)
- Campione di Giordania (2009)